# Välta
Välta is een plaats in de Estlandse gemeente Saaremaa, provincie Saaremaa. De plaats heeft de status van dorp (Estisch: küla) en telt 45 inwoners (2021).
Tot in oktober 2017 lag Välta in de gemeente Pöide. In die maand werd Pöide bij de fusiegemeente Saaremaa gevoegd.
De plaats ligt aan de zuidkust van het eiland Saaremaa.
Välta werd voor het eerst genoemd in 1453 onder de naam Velcketh en lag later voor een deel op het landgoed van Saare en voor een deel op dat van Oti.